# Midlothian (Texas)
Midlothian város az USA Texas államában, Ellis megyében. Lakosainak száma 35 125 fő (2020. április 1.).

## Népesség
A település népességének változása:

| 2010 | 18 037 |
| 2020 | 35 125 |